# Alfred Schwendtner
Alfred Schwendtner (* 26. Februar 1939; † 15. März 2011 in Augsburg) war ein deutscher Architekt.

## Leben
Als freier Architekt war Schwendtner vor allem in Augsburg und in Oberschwaben bei der Errichtung öffentlicher Bauwerke aktiv, bspw. beim Bau des Kirchenzentrums St. Ulrich in Dillingen an der Donau oder dem Pfarrheim in Donauwörth.
Ab 1975 war er über 30 Jahre lang Vorsitzender des Berufsverbandes der Architekten und Ingenieure (BAI) und mehr als 20 Jahre Mitglied der Vertreterversammlung der Architektenkammer Bayern. Seit 1988 war er zudem Mitglied im Baukunstbeirat der Stadt Augsburg und seit 2000 dessen Vorsitzender. Darüber hinaus war er in weiteren berufsständischen Gremien aktiv, unter anderem dem Landesausschuss der Bayerischen Architektenversorgung, dem Kontaktkreis Augsburger Architekten, im Bund Deutscher Baumeister sowie im Förderkreis für die Fachhochschule Augsburg.
Schwendtner war Ehrenmitglied der KStV Ludovicia Augsburg, in deren Auftrag er ein denkmalgeschütztes Wohnhaus in der Augsburger Altstadt 1984 zu einem Studentenwohnheim umgestaltete.

## Ehrungen
- 2005: Verdienstkreuz am Bande der Bundesrepublik Deutschland[3]